# Hiatodoris
Hiatodoris es un género de moluscos nudibranquios de la familia Discodorididae

## Diversidad
El género  Hiatodoris  incluye una única especie: total de dos especies descritas:
- Hiatodoris fellowsi (Kay & Young, 1969)